# Santiago Rey Pedreira
Santiago Rey Pedreira (La Coruña, 6 de febrero de 1902-ibidem, 10 de julio de 1977), fue un arquitecto español,  impulsor del racionalismo arquitectónico en Galicia.

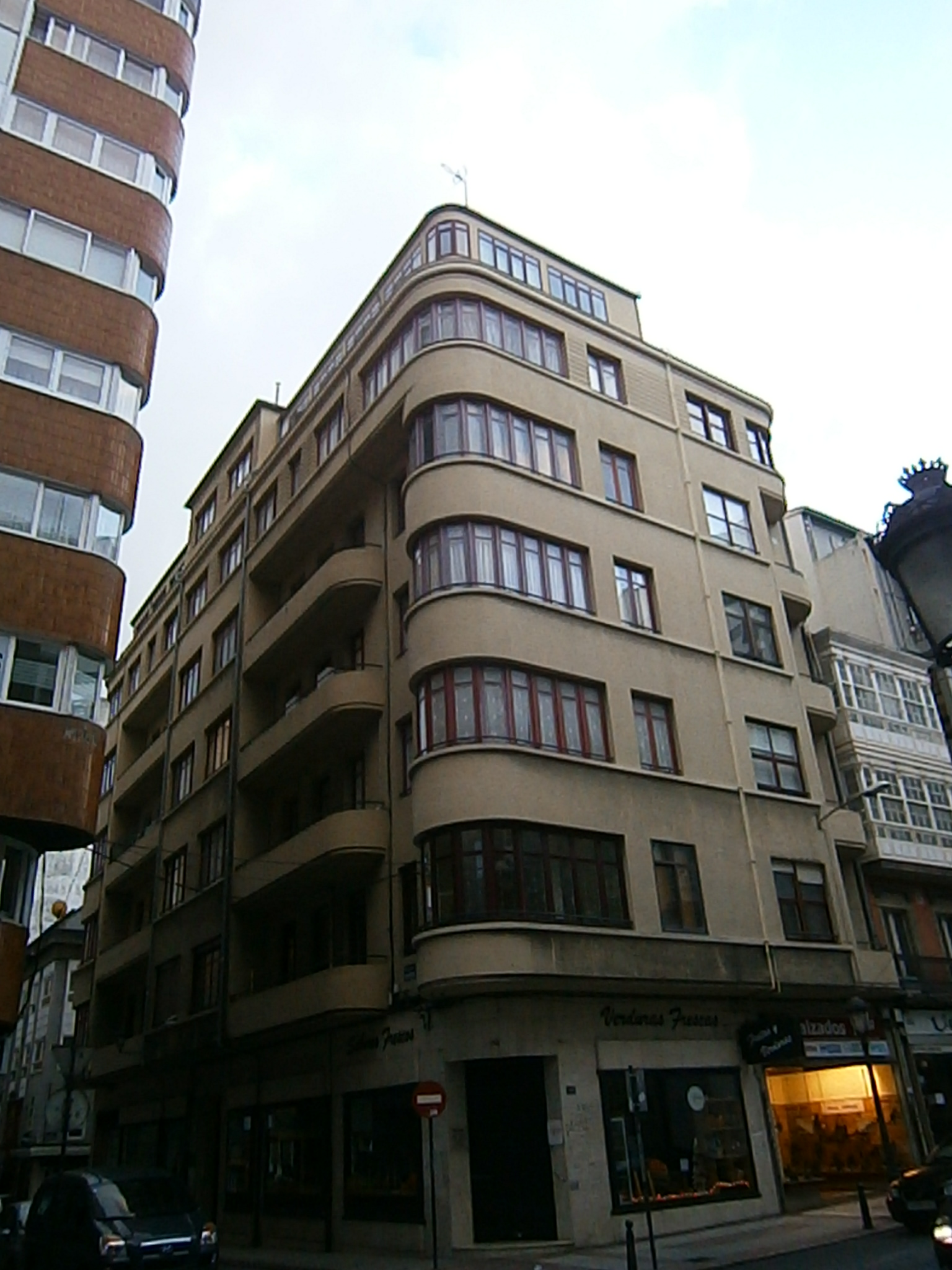
Casas Formoso y Cés, en La Coruña.

## Trayectoria
Nacido en una familia liberal, estudió en la Escuela de Arquitectura de Madrid, donde colaboró con Antonio Palacios. De vuelta a La Coruña comenzó a trabajar en el estudio de Pedro Mariño entre 1928 y 1931. A partir de 1948 se asoció con Juan González Cebrián.
Fue arquitecto municipal de La Coruña entre los años 1932 y 1954.
En 1930, en colaboración con el entonces anciano Pedro Mariño, arquitecto municipal de la ciudad, proyectó el edificio de viviendas Formoso y Cés (1930-1933) de la calle de San Andrés 157 de La Coruña, obra clave en la irrupción del racionalismo en Galicia.
Además, ese mismo año ganó el concurso del «Plan de Urbanización de Ferrol», que apenas se desarrolló. 
En esta ciudad proyectó en 1932 el cine «Cinema» en la planta baja de un edificio entre las calles María (antigua calle Frutos Saavedra), Rubalcava  y Sol (antigua calle Alberto Bosch). El edificio se derribó en 1991. Se trataba de una sala de espectáculos con un aforo de 450 espectadores, entre el patio de butacas y el anfiteatro de general. El interior era de una sobriedad absoluta, con elementos de estética náutica y características racionalistas.
En 1934 firmó el proyecto de un edificio de viviendas de alquiler, "Castiñeiras-Sánchez", encargo de dos indianos procedentes de Cuba. Medianero con el edificio «Pita Romero» y situado en la calle Galiano, 15, su interés radica en la radical innovación que el arquitecto aporta, dentro del movimiento moderno, en la estructuración interna del edificio, más allá del alzado y del juego de volúmenes.De igual similitud en la concepción proyectual al anterior edificio, destacan los dos siguientes proyectos realizados en Madrid: hotel Tirol realizado en 1956 y el edificio de viviendas situado en C/Luchana n.º 19, ejecutado en 1957.
Fue el padre de la arquitecta Milagros Rey Hombre, la primera arquitecta en ejercer en Galicia. 

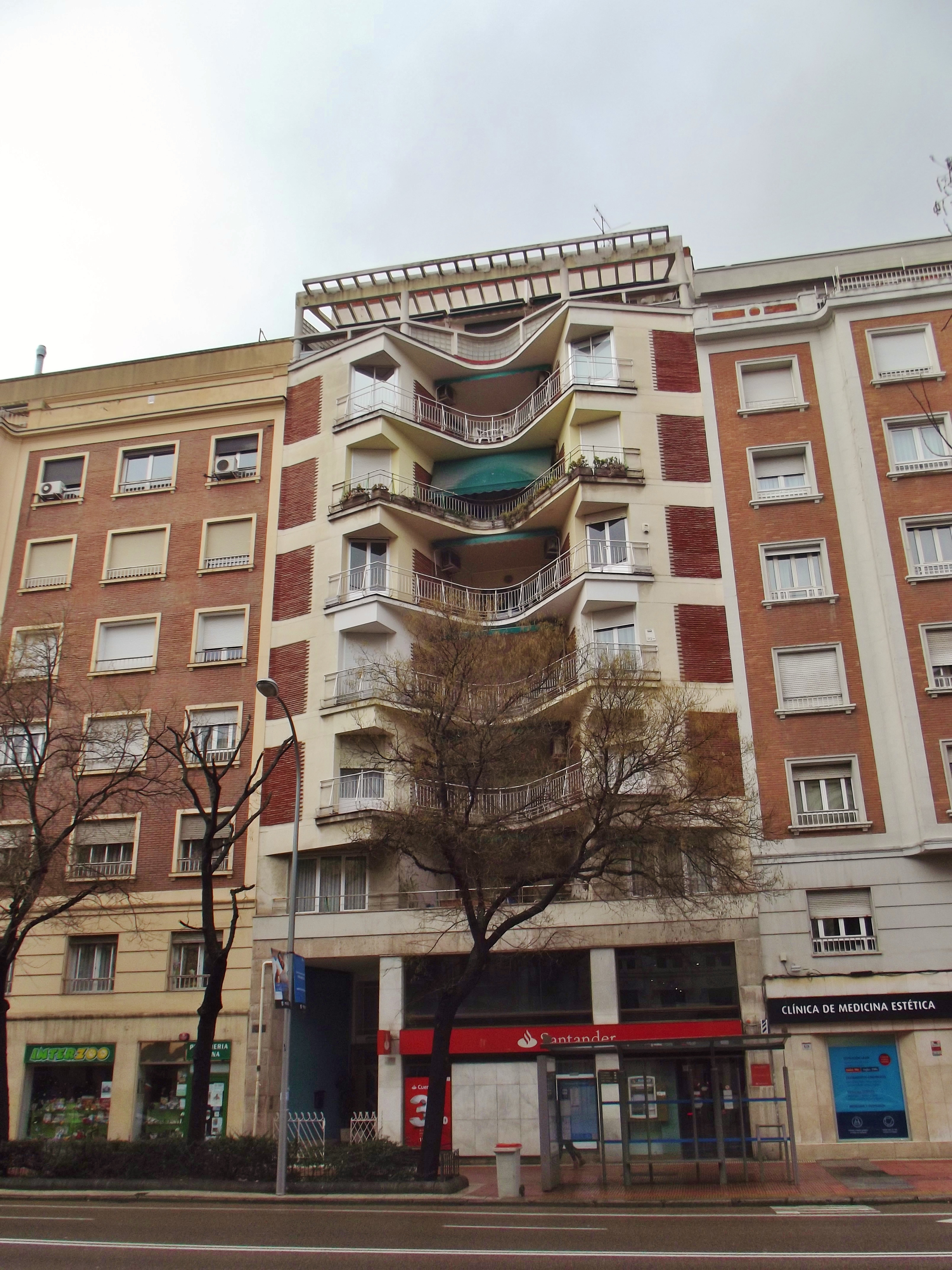
Edificio de viviendas en C/Luchana n.º 19 (Madrid)

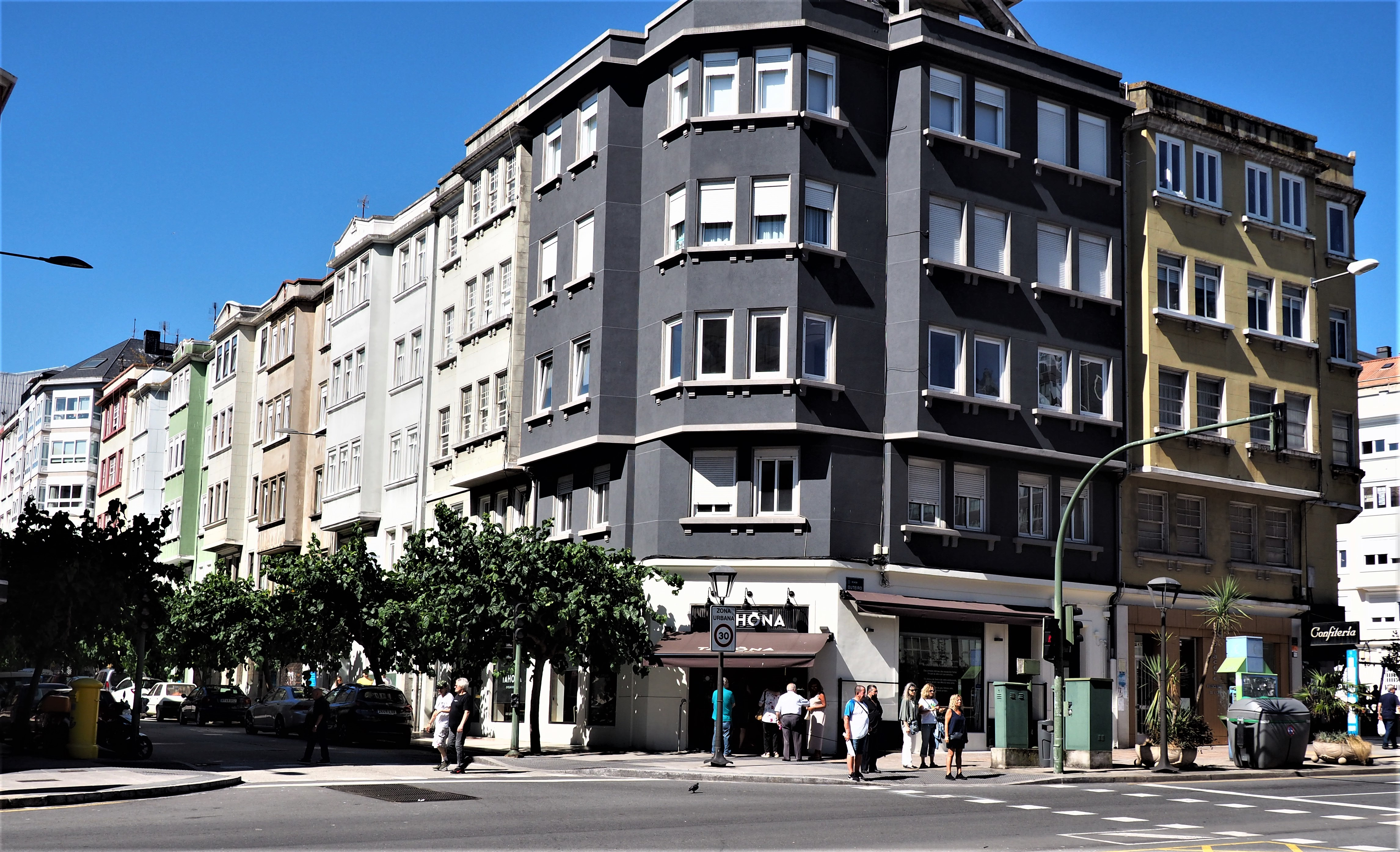
Conjunto urbano racionalista en La Coruña (1955-1956). Santiago Rey Pedreira y Juan González Cebrián.

## Obra
- El mercado de San Agustín de la Coruña 1932[8] en colaboración con el arquitecto Antonio Tenreiro Rodríguez.[9]
- Edificio en calle Fontán nº.3 (1933) La Coruña [10]
- Edificio «Castiñeiras-Sánchez», en Ferrol (1934)[1]
- Panteón de la familia Rey-Pedreira (1935) en cementerio de San Amaro La Coruña[11]
- Las villas pareadas de la Cooperativa "Domus", en la Ciudad Jardín de La Coruña (1935).[12]
- El estadio de Riazor (1944).[13]
- Ampliaciones del edificio del Colegio de la Compañía de María de Coruña: Entrada y escalina principal (1945), y en colaboración con Juan González Cebrián, el pabellón posterior (1951) y los pabellones laterales al edificio original (1960).[14]
- Hotel Finisterre, (1945-1947) La Coruña [15]
- Edificio Piñeiro Cabarcos en calle Pla y Cancela n.º 27 con calle Inés de Castro (1946)
- Conjunto urbano de 33 edificaciones racionalistas situadas entre Ronda de Outeiro, Avda. de los Mallos y Avda. de Arteixo en colaboración con Juan González Cebrián (1955) La Coruña
- Torre de Golpe (1955)
- Edificio en Plaza Ourense nº3, (1959)[16]
- Grupo residencial "Santiago Apóstol" ("Casas de Ramírez"), en Santiago de Compostela (1960).
- Torre La Coruña (1966)
- Palacio de los Deportes de Riazor (1970)[17]
- Edificio Torres y Sáez (1974)